# Dies academicus
Als Dies academicus (kurz: dies, Aussprache: diēs [ˈdɪeːs], für Latein „akademischer Tag“ oder „Akademiker-Tag“) bezeichnet man einen an vielen Universitäten üblichen akademischen Feiertag, an dem die reguläre Lehrtätigkeit unterbrochen wird. Der Tag diente ursprünglich der Förderung der Identifikation der Universitätsmitglieder und auch der Werbung neuer Studenten, wird heute aber auch für Informationsveranstaltungen, Tage der offenen Tür, Immatrikulationsfeiern, Sporttag oder für gemeinsame Unterhaltungsveranstaltungen, Wanderungen oder gastronomische Besuche von Studenten und Lehrkräften genutzt.

## Zeitplanung
Die Zeitplanung obliegt dem Rektor der Universität. Der dies academicus ist nicht an einen festen Termin gebunden und wird jeweils so datiert, dass er in die Wochenplanung passt. Oft wird er auf den Gründungstag der Universität oder in eine jahreszeitlich für Aktivitäten im Freien geeignete Zeit gelegt.

## Dies academicusals Tag der offenen Tür
Oft wird der Tag als Studieninformationstag genutzt, an dem die Fachbereiche, Fakultäten und selbständige Einrichtungen einer Universität Einblick in Lehre und Forschung für andere Universitätsangehörige und Außenstehende bieten.
Er dient in der Regel dazu, Schüler und Studieninteressierte über das Studienangebot der Hochschule zu informieren und Hilfen und Informationen für die Entscheidung zu einem Hochschulstudium zu liefern. Dazu werden Vorträge, Informationsveranstaltungen, Laborbesichtigungen etc. angeboten. Er stellt somit eine Form der Berufsberatung dar.

## Dies academicusals akademischer Feiertag
Außerdem wird der dies academicus auch als Feiertag für aktuelle und ehemalige Mitglieder der Hochschule genutzt. In seinem Rahmen werden an manchen Universitäten Preise verliehen, um verdiente Mitglieder der Universität zu ehren, bspw. die erfolgreichsten Absolventen des letzten Jahres. Darüber hinaus bietet er einen Anlass, an dem sich Ehemalige (Alumni) der Universität in einem feierlichen Rahmen treffen.

## Dies academicusals Sporttag
Im Sinne der gemeinsamen Identität kann der „dies“ auch ein Sporttag sein. Für alle Studenten werden besondere Turniere in verschiedenen Sportarten veranstaltet, für die sich Gruppen finden, und am Ende werden die Sieger der Studentenschaft gekürt (gerne mit anschließender Feier). Damit alle Studierenden teilnehmen können, fallen alle anderen Veranstaltungen (Vorlesungen, Seminare) aus.